# Melanochyla tomentosa
Melanochyla tomentosa är en sumakväxtart som beskrevs av Joseph Dalton Hooker. Melanochyla tomentosa ingår i släktet Melanochyla och familjen sumakväxter. Inga underarter finns listade i Catalogue of Life.